# Favez
Favez est un groupe suisse de rock, originaire de Lausanne, en Suisse romande. Sur leurs trois premiers albums (avant 1997) le groupe s'appelait Favez Disciples.

## Histoire
Le groupe est initialement formé en 1990 sous le nom de Favez Disciples, à Lausanne, dans la partie francophone suisse. Leur nom s'inspire d'un personnage du film Le Mans avec Steve McQueen. Sous ce nom, le groupe publie trois albums indépendants : And the World Don't Care (1993), Arrogance (1995), et The Eloquence of the Favez Disciples (1997).
Le groupe raccourcit son nom en Favez en 1997. Ils publient leur premier album studio sous leur nouveau nom, J'aime beaucoup ce que vous faites, en 1998, au label DAB. Leur deuxième album, A Sad Ride on the Line Again, est enregistré dans une église, et publié en 1999. Après cette sortie, le groupe signe au label Doghouse Records. Cette même année, le guitariste Christian Fighera quitte le groupe.
Ils publient un troisième album, Gentlemen Start Your Engines, en 2000, sous leur nouveau label Doghouse Records. Gentlemen Start Your Engines est un véritable succès et s'écoulera à près de 10 000 exemplaires en Suisse. Il est bien accueilli par l'ensemble de la presse spécialisée internationale,,. 
En 2001, le groupe se sépare du bassiste Jean-Philippe Jordan, qui est remplacé la même année par Yvan Lechef. L'année suivante, en 2002, c'est Frédéric Magnenat qui part, et est remplacé par Fabrice Marguerat ; ces deux membres resteront actifs au sein du groupe. Toujours en 2002, le groupe sort From Lausanne, Switzerland, son sixième album, enregistré aux États-Unis dans les mêmes conditions que son prédécesseur, Gentlemen Start Your Engines. Il est positivement accueilli par l'ensemble de la presse spécialisée, à quelques exceptions près. 
Après une tournée européenne en soutien à From Lausanne, Switzerland, le groupe sort l'album Bellefontaine Avenue en 2004. Avec cet album, le groupe parvient à faire une véritable percée en Europe, mais reste encore discret aux États-Unis. L'album, qui est enregistré au Bellefontaine Studio, est bien accueilli par Ox-Fanzine.
Pour leur nouvel album, le groupe part pour Sant Feliu de Guíxols, en Espagne, enregistrer Old and Strong in the Modern Times au studio Ultramarinos. Il suit d'un autre album, intitulé Bigger Mountains Higher Flags, en 2007. Après quatre ans sans nouvel album, Favez publie En garde! à leur label Two Gentlemen,,,.

## Membres

### Derniers membres
- Christian Wicky - chant, guitare (1990–2012)
- Guy Borel - guitare (1990–2012)
- Yvan Lechef - guitare basse (2001–2012)
- Fabrice Marguerat - batterie (2002–2012)
- Jeff Albelda - rhodes, piano (2008–2012)
- Maude Oswald - orgue Hammond (2008–2012)

### Anciens membres
- Frédéric Magnenat - batterie (1990–2002)
- Jean-Philippe Jordan - guitare basse (1990–2001)
- Christian Fighera - guitare (1990–1999)

### Membres fondateurs
- Christian Wicky - chant, guitare (1990–2012)
- Guy Borel - guitare (1990–2012)
- Nicolas Kaeser - guitare basse (1990–1992)
- Nicolas Charrière - batterie (1990–?)

## Discographie
- 1993 : And the World Don't Care (sous le nom de Favez Disciples)
- 1995 : Arrogance (sous le nom de Favez Disciples)
- 1997 : The Eloquence of the Favez Disciples (sous le nom de Favez Disciples)
- 1999 : A Sad Ride on the Line Again
- 2000 : Gentlemen Start Your Engines
- 2002 : From Lausanne, Switzerland
- 2004 : Bellefontaine Avenue
- 2005 : Old and Strong in the Modern Times
- 2007 : Bigger Mountains Higher Flags
- 2011 : En garde!